# Ian Bakala
Ian Bakala (1º novembre 1980) è un ex calciatore zambiano, di ruolo attaccante, attuale commissario tecnico della Nazionale Under-17 zambiana.

## Carriera

### Giocatore

#### Club
Ha cominciato la propria carriera da calciatore in patria, nelle file del Lusaka Dynamos. Nel 1998 si è trasferito al Germinal Ekeren, club della massima divisione belga. Il debutto è avvenuto il 31 gennaio 1999, in Germinal Ekeren-KFC Lommel (1-0), incontro valido per la ventiduesima giornata di campionato. Nel 2001 è tornato in patria, al Kabwe Warriors. Nel 2004 ha militato nel CAPS Utd. Nel 2005 si è trasferito al Primeiro de Agosto. Nel 2008 è passato al City of Lusaka. Nel 2009 ha firmato un contratto con il Kabuscorp. Nel 2011 è passato al Progresso. Nel 2012 si è trasferito al NAPSA Stars. Ha concluso la propria carriera da calciatore nel 2014, dopo aver militato nell'União Uíge.

#### Nazionale

##### Nazionale Under-20
Con la Nazionale Under-20 ha partecipato al mondiale di categoria 1999.

##### Nazionale maggiore
Ha debuttato in Nazionale maggiore l'8 luglio 2000, in Zambia-Togo (2-0). Ha messo a segno la sua prima rete con la maglia della Nazionale il 15 gennaio 2002, nell'amichevole Burkina Faso-Zambia (2-1), siglando la rete del definitivo 2-1 al minuto 84. Ha partecipato, con la Nazionale, alla Coppa d'Africa 2002, alla Coppa d'Africa 2006 e alla Coppa d'Africa 2008. È sceso in campo, inoltre, nelle qualificazioni ai mondiali 2002 e 2006, nelle qualificazioni alla Coppa d'Africa 2002, 2004 e 2008, nelle edizioni 2001, 2004, 2005 e 2007 della Coppa COSAFA. Ha collezionato in totale, con la maglia della Nazionale maggiore, 43 presenze e una rete.

### Allenatore
Ha iniziato la propria carriera da allenatore nel 2019, entrando nello staff del Lusaka Dynamos. Dopo aver assunto la guida tecnica ad interim del club nel 2020, il 14 luglio dello stesso anno è diventato vice del tecnico Wedson Nyirenda. Il 21 aprile 2021 viene ingaggiato dal Kabwe Warriors come vice-allenatore. Il 26 luglio 2021 torna al Kabwe Warriors come vice del tecnico Manfred Chabinga. Nell'ottobre 2021, in seguito alle dimissioni di Chabinga, assume la guida tecnica del club. Il 3 gennaio 2022 si dimette dall'incarico. Il 7 marzo 2022 viene nominato allenatore del Forest Rangers. Il 14 settembre 2022 viene nominato commissario tecnico della Nazionale Under-17 zambiana.

## Statistiche

### Cronologia presenze e reti in nazionale
| Cronologia completa delle presenze e delle reti in nazionale ― Zambia | Cronologia completa delle presenze e delle reti in nazionale ― Zambia | Cronologia completa delle presenze e delle reti in nazionale ― Zambia | Cronologia completa delle presenze e delle reti in nazionale ― Zambia | Cronologia completa delle presenze e delle reti in nazionale ― Zambia | Cronologia completa delle presenze e delle reti in nazionale ― Zambia | Cronologia completa delle presenze e delle reti in nazionale ― Zambia | Cronologia completa delle presenze e delle reti in nazionale ― Zambia |
| Data                                                                  | Città                                                                 | In casa                                                               | Risultato                                                             | Ospiti                                                                | Competizione                                                          | Reti                                                                  | Note                                                                  |
| --------------------------------------------------------------------- | --------------------------------------------------------------------- | --------------------------------------------------------------------- | --------------------------------------------------------------------- | --------------------------------------------------------------------- | --------------------------------------------------------------------- | --------------------------------------------------------------------- | --------------------------------------------------------------------- |
| 8-7-2000                                                              | Lusaka                                                                | Zambia                                                                | 2 – 0                                                                 | Togo                                                                  | Qual. Mondiali 2002                                                   | -                                                                     | 10’                                                                   |
| 15-7-2000                                                             | Lusaka                                                                | Zambia                                                                | 2 – 0                                                                 | Etiopia                                                               | Qual. Mondiali 2002                                                   | -                                                                     |                                                                       |
| 5-1-2001                                                              | Nairobi                                                               | Kenya                                                                 | 2 – 1                                                                 | Zambia                                                                | Amichevole                                                            | -                                                                     |                                                                       |
| 11-2-2001                                                             | Lobamba                                                               | eSwatini                                                              | 0 – 0 dts (2 - 1 dtr)                                                 | Zambia                                                                | Coppa COSAFA 2001 - Gironi                                            | -                                                                     | 62’ 81’                                                               |
| 16-6-2001                                                             | Antananarivo                                                          | Madagascar                                                            | 0 – 1                                                                 | Zambia                                                                | Qual. Coppa d'Africa 2002                                             | -                                                                     | 33’ 89’                                                               |
| 24-6-2001                                                             | Maseru                                                                | Lesotho                                                               | 1 – 2                                                                 | Zambia                                                                | Coppa COSAFA 2001 - Quarti di finale                                  | -                                                                     |                                                                       |
| 14-7-2001                                                             | Lusaka                                                                | Zambia                                                                | 2 – 2                                                                 | Camerun                                                               | Qual. Mondiali 2002                                                   | -                                                                     |                                                                       |
| 29-7-2001                                                             | Tripoli                                                               | Libia                                                                 | 2 – 4                                                                 | Zambia                                                                | Qual. Mondiali 2002                                                   | -                                                                     | 46’                                                                   |
| 18-8-2001                                                             | Lusaka                                                                | Zambia                                                                | 1 – 1 dts (2 - 4 dtr)                                                 | Angola                                                                | Coppa COSAFA 2001 - Semifinali                                        | -                                                                     |                                                                       |
| 21-11-2001                                                            | Addis Abeba                                                           | Etiopia                                                               | 1 – 2                                                                 | Zambia                                                                | Amichevole                                                            | -                                                                     |                                                                       |
| 10-1-2002                                                             | Kayes                                                                 | Mali                                                                  | 1 – 1                                                                 | Zambia                                                                | Amichevole                                                            | -                                                                     |                                                                       |
| 15-1-2002                                                             | Ouagadougou                                                           | Burkina Faso                                                          | 2 – 1                                                                 | Zambia                                                                | Amichevole                                                            | 1                                                                     |                                                                       |
| 26-1-2002                                                             | Bamako                                                                | Senegal                                                               | 1 – 0                                                                 | Zambia                                                                | Coppa d'Africa 2002 - Gironi                                          | -                                                                     | 75’                                                                   |
| 31-1-2002                                                             | Bamako                                                                | Egitto                                                                | 2 – 1                                                                 | Zambia                                                                | Coppa d'Africa 2002 - Gironi                                          | -                                                                     | 59’                                                                   |
| 8-9-2002                                                              | Omdurman                                                              | Sudan                                                                 | 0 – 1                                                                 | Zambia                                                                | Qual. Coppa d'Africa 2004                                             | -                                                                     |                                                                       |
| 12-10-2002                                                            | Lusaka                                                                | Zambia                                                                | 1 – 1                                                                 | Benin                                                                 | Qual. Coppa d'Africa 2004                                             | -                                                                     |                                                                       |
| 29-3-2003                                                             | Dar es Salaam                                                         | Tanzania                                                              | 0 – 1                                                                 | Zambia                                                                | Qual. Coppa d'Africa 2004                                             | -                                                                     |                                                                       |
| 11-10-2003                                                            | Roche Caiman                                                          | Seychelles                                                            | 0 – 4                                                                 | Zambia                                                                | Qual. Mondiali 2006                                                   | -                                                                     | 66’                                                                   |
| 15-10-2003                                                            | Lusaka                                                                | Zambia                                                                | 1 – 1                                                                 | Seychelles                                                            | Qual. Mondiali 2006                                                   | -                                                                     |                                                                       |
| 1-5-2004                                                              | Lusaka                                                                | Zambia                                                                | 1 – 1                                                                 | Zimbabwe                                                              | Amichevole                                                            | -                                                                     |                                                                       |
| 16-5-2004                                                             | Harare                                                                | Zimbabwe                                                              | 0 – 0                                                                 | Zambia                                                                | Amichevole                                                            | -                                                                     |                                                                       |
| 22-5-2004                                                             | Kitwe                                                                 | Zambia                                                                | 0 – 2                                                                 | Malawi                                                                | Amichevole                                                            | -                                                                     |                                                                       |
| 5-6-2004                                                              | Lusaka                                                                | Zambia                                                                | 1 – 0                                                                 | Togo                                                                  | Qual. Mondiali 2006                                                   | -                                                                     | 53’                                                                   |
| 10-10-2004                                                            | Brazzaville                                                           | Rep. del Congo                                                        | 2 – 3                                                                 | Zambia                                                                | Qual. Mondiali 2006                                                   | -                                                                     | 75’                                                                   |
| 24-10-2004                                                            | Harare                                                                | Zimbabwe                                                              | 0 – 0 dts (4 - 5 dtr)                                                 | Zambia                                                                | Coppa COSAFA 2004 - Semifinali                                        | -                                                                     |                                                                       |
| 20-11-2004                                                            | Lusaka                                                                | Zambia                                                                | 0 – 0 dts (4 - 5 dtr)                                                 | Angola                                                                | Coppa COSAFA 2004 - Finale                                            | -                                                                     |                                                                       |
| 26-3-2005                                                             | Chililabombwe                                                         | Zambia                                                                | 2 – 0                                                                 | Rep. del Congo                                                        | Qual. Mondiali 2006                                                   | -                                                                     | 63’                                                                   |
| 5-6-2005                                                              | Lomé                                                                  | Togo                                                                  | 4 – 1                                                                 | Zambia                                                                | Qual. Mondiali 2006                                                   | -                                                                     | 66’                                                                   |
| 18-6-2005                                                             | Chililabombwe                                                         | Zambia                                                                | 2 – 1                                                                 | Mali                                                                  | Qual. Mondiali 2006                                                   | -                                                                     | 55’ 69’                                                               |
| 13-8-2005                                                             | Mafikeng                                                              | Sudafrica                                                             | 2 – 2 dts (8 - 9 dtr)                                                 | Zambia                                                                | Coppa COSAFA 2005 - Semifinali                                        | -                                                                     |                                                                       |
| 14-8-2005                                                             | Mafikeng                                                              | Zimbabwe                                                              | 1 – 0                                                                 | Zambia                                                                | Coppa COSAFA 2004 - Finale                                            | -                                                                     |                                                                       |
| 14-12-2005                                                            | Kitwe                                                                 | Zambia                                                                | 4 – 1                                                                 | RD del Congo                                                          | Amichevole                                                            | -                                                                     | 60’                                                                   |
| 31-12-2005                                                            | Harare                                                                | Zimbabwe                                                              | 1 – 1                                                                 | Zambia                                                                | Amichevole                                                            | -                                                                     | 74’                                                                   |
| 30-1-2006                                                             | Alessandria d'Egitto                                                  | Zambia                                                                | 1 – 0                                                                 | Sudafrica                                                             | Coppa d'Africa 2006 - Gironi                                          | -                                                                     | 69’                                                                   |
| 8-10-2006                                                             | Lusaka                                                                | Zambia                                                                | 0 – 1                                                                 | Sudafrica                                                             | Qual. Coppa d'Africa 2008                                             | -                                                                     |                                                                       |
| 8-9-2007                                                              | Città del Capo                                                        | Sudafrica                                                             | 1 – 3                                                                 | Zambia                                                                | Qual. Coppa d'Africa 2008                                             | -                                                                     | 64’                                                                   |
| 24-10-2007                                                            | Bloemfontein                                                          | Sudafrica                                                             | 0 – 0 dts (4 - 3 dtr)                                                 | Zambia                                                                | Coppa COSAFA 2004 - Finale                                            | -                                                                     |                                                                       |
| 6-1-2008                                                              | Radès                                                                 | Tunisia                                                               | 1 – 2                                                                 | Zambia                                                                | Amichevole                                                            | -                                                                     | 75’                                                                   |
| 8-1-2008                                                              | Radès                                                                 | Tunisia                                                               | 1 – 0                                                                 | Zambia                                                                | Amichevole                                                            | -                                                                     |                                                                       |
| 12-1-2008                                                             | Fès                                                                   | Marocco                                                               | 2 – 0                                                                 | Zambia                                                                | Amichevole                                                            | -                                                                     |                                                                       |
| 22-1-2008                                                             | Kumasi                                                                | Sudan                                                                 | 0 – 3                                                                 | Zambia                                                                | Coppa d'Africa 2008 - Gironi                                          | -                                                                     |                                                                       |
| 26-1-2008                                                             | Kumasi                                                                | Camerun                                                               | 5 – 1                                                                 | Zambia                                                                | Coppa d'Africa 2008 - Gironi                                          | -                                                                     | 82’                                                                   |
| 30-1-2008                                                             | Kumasi                                                                | Egitto                                                                | 1 – 1                                                                 | Zambia                                                                | Coppa d'Africa 2008 - Gironi                                          | -                                                                     |                                                                       |
| Totale                                                                |                                                                       | Presenze                                                              | 43                                                                    |                                                                       | Reti                                                                  | 1                                                                     |                                                                       |

## Palmarès

### Giocatore

#### Club

##### Competizioni nazionali
- Premier Soccer League (Zimbabwe): 1

CAPS United: 2004
- Coppa di Zimbabwe: 1

CAPS United: 2004
- Girabola: 1

Primeiro de Agosto: 2006
- Coppa d'Angola: 1

Primeiro de Agosto: 2006